# Kurtziella powelli
Kurtziella powelli é uma espécie de gastrópode do gênero Kurtziella, pertencente à família Mangeliidae.